# Чохаџија
Чохаџија је занатлија које си бави кројењем одевних предмета, хаљина од чохе или чоје. Касније се по тим хаљинама везло срмом или свиленом бућмом. Чоја (чоха) је реч персијског порекла (изворно: чуха) и ушла је у наш језик посредством Турака. Означава сукно боље врсте, мекше и лепше.

## Одлике чоје
Чоја је врста меког густог платна од ваљане вуне. Користи се за израду капута, хаљина, панталона и друге одеће, као покривач за билијар столове и за друге намене. Израђује се најчешће фабрички, а ређе на занатски или домаћи начин, јер процес производње има своје технолошке захтеве, односно одговарајућу машину, знање и вештину. Чоја је чврста, глатка, водоотпорна и добро штити од хладноће. У зависности од намене, израђује се једнобојно, најчешће у црвеној, зеленој (билијарски сто), плавој, браон, црној или белој боји.